# Крест Святого Архангела Михаила
Крест (орден) Святого Архангела (Архистратига) Михаила — российская военная награда времён Гражданской войны.
Учреждён 9 мая 1918 года в г. Уральске, Уральским войсковым съездом выборных, для достойного награждения и поощрения казаков и офицеров частей Уральской армии, особо отличившихся в боях с частями Красной Армии. Святой Архангел (Архистратиг) Михаил был исконным небесным покровителем Уральского (Яицкого) казачьего войска, в его честь был назван основной войсковой храм — Михайло-Архангельский собор, а праздник Собор Архистратига Михаила и прочих Небесных Сил бесплотных (21 ноября (8 ноября по старому стилю)), который известен в народе также под названием Михайлов день — был праздником Уральского (Яицкого) казачьего войска. 
Орден «Крест Святого Архангела (Архистратига) Михаила» имеет форму креста, выполненного из темной бронзы, с четырьмя равными сторонами, диаметром 40 миллиметров. В центре расположено изображение Святого Архангела (Архистратига) Михаила, верхом на коне, поражающего копьем дракона. На верхней части креста надпись «За Вѣру», на поперечинах креста надписи «РОДИНУ» и «ЯИКЪ», на нижней - «И СВОБОДУ». Оборотная сторона ордена гладкая, на ней выбивался порядковый номер. Крест носился на малиновой ленте. Колодка была размером, как у Ордена Святого Георгия, только малинового цвета, который был у уральских (яицких) казаков на погонах, околышах фуражек, верхах папах, лампасах. Орден чеканился в Омске.
Первым кавалером Креста (орден) Святого Архангела (Архистратига) Михаила стал тридцатитрёхлетний есаул Уральского казачьего войска Пётр Иванович Хорошхин. Во время первого наступления красных войск на Уральск он командовал пограничной Каменской казачьей дружиной и отличился в нескольких боях с противником. На заседании Войскового съезда 6 июня 1918 года было утверждено постановление казаков Каменской дружины от 18 мая 1918 года о награждении этого офицера высшей наградой Войска. 
Точного количества награждённых на сегодняшний день нет, так как не сохранился ряд наградных листов. 
Последний известный приказ о награждении крестом (орденом) Архангела (Архистратига) Михаила датируется 28 февраля 1920 года и был издан в населенном пункте Форт-Александровский, когда были награждены члены английской военной миссии при Уральской армии - начальник миссии, майор Ленокс Бретт О'Брайен и офицеры миссии, капитаны Алан Дуглас Седдон и Сеймур Броклебанк. Этот же случай был единственным награждением иностранцев данным орденом. Знаки ордена были вручены указанным офицерам только в 1921 году в Константинополе, когда капитан Седдон передал постановление Съезда выборных о награждении председателю правления Яицкого Войскового банка надворному советнику П. И. Чурееву и получил от него три ордена из имевшихся у него 700 штук, которые ранее были заказаны им во Владивостоке по просьбе генерала Хорошкина Б. И.

## Известные кавалеры ордена
- Толстов, Владимир Сергеевич
- Мартынов, Матвей Филаретович